# Danmarks hockeylandshold
Danmarks hockeylandshold er et hold under Dansk Hockey og Floorball Union tidligere Dansk Hockey Union, udvalgt blandt alle danske hockeyspillere til at repræsentere Danmark i internationale hockeyturneringer samt i venskabskampe mod andre nationale hockeyforbunds udvalgte hold.
Dansk Hockey Union dannedes 1908. Hidtil største danske præstation var de olympiske sølvmedaljer i Antwerpen 1920. Siden har danske hockeyhold deltaget ved olympiske lege i 1928, 1936, 1948 og 1960 uden særlig megen fremgang.
Allerede i 1913 begyndte man at arrangere internationale kampe. Den allerførste kamp vandt Danmarks hockeylandshold med 4-2. Det var mod det tyske hold Uhlenhorster H.C. Af de 35 kampe som Danmarks hockeylandshold spillede i de første 25 år, blev det kun 11 sejre og tre uafgjort.
De to Olympiske Lege i 1920 og 1928 var betydningsfulde arrangementer i Danmarks hockeylandsholds historie. Leder for holdet i 1920 var museumsinspektør Hans Kjær, der i 1919 havde afløst Harald Hilarius-Kalkau som formand.
Resultaterne af de tre kampe blev: to sejre og et nederlag. Sejre over Frankrig 9-1 og Belgien 5-2, men holdet tabte i finalen til England 1-5 og holdet rejste hjem med sølvmedaljer.
Otte år senere var Danmark med igen. Denne gang i Amsterdam. Holdet vandt to sejre og led to nederlag. Det blev til sejre og Schweiz 2-1 og Østrig 3-1, og til nederlag overfor Indien 0-5 og Belgien 0-1.
Det deltog ni nationer (mod fire i Antwerpen). Danmark besatte 5. pladsen efter Indien, Holland, Tyskland og Belgien. England deltog ikke.
I 1932 blev der – af økonomiske grunde – ikke tale om at deltage i olympiaden. Danmarks hockeylandshold var rimeligt kvalificeret til at deltage i olympiaden i Berlin i 1936. Der var dog, af politiske grunde, ikke udelt begejstring for tanken om at deltage. Men Danmark deltog og tabte til Tyskland 0-6, til Schweiz 1-5, til Japan 1-4 og spillede 6-6 mod Afghanistan.
Under anden verdenskrig var samarbejde med udlandet udelukket. Det blev dog spillet en landskamp mod Tyskland i 1941. Efter krigen blev det internationale samarbejde genoptaget; Danmark spillede landskamp i anledning af DIFs 50 års fødselsdag i 1946. England vandt en beskeden sejr på 1-0.
Det blev af Danmarks Olympiske Komité givet grønt lys for deltagelse i olympiaden i London i 1948. Danmark blev seedede som nummer syv, og kom i pulje med fire stærke hold. Danmark tabte de tre kampe, men klarede uafgjort 2-2 mod Frankrig. De tre nederlag kom mod Belgien 1-2, Holland (1-4) og Pakistan (0-9).
I 1949 havde Danmarks hockeylandshold en kort tid en engelsk træner, major Grimstor. Trods Danmarks hockeylandshold seedning som nummer seks at 12 nationer, ville Danmarks Olympiske Komité ikke lade holdet deltage i olympiaden i Helsingfors. Det var for dyrt, og komitéen havde ikke så mange penge.
Der spilles både udendørs & udendørs
|  | Infoboks uden skabelon Denne artikel har en infoboks dannet af en tabel eller tilsvarende. |